# شاه‌چای
رود  شاه‌چای شاخه‌ای از رودخانه کرج است که در استان‌های البرز، تهران و قم جریان دارد و از شهرستان‌های کرج، شهریار، اسلامشهر و قم می‌گذرد و سرانجام به دریاچه نمک قم می‌ریزد.

## ریشه یابی نام
این رودخانه که در طول تاریخ یکی از شاخه‌های مهم، قطور و پر آب رودخانه کرج بود، در مسیر خود مراتع، باغ‌ها و زمین‌های زراعی وسیعی را سیراب می‌کرد و
کشاورزان و دامداران بسیاری در کناره‌های این رود باغات و مزارع و دامپروری احداث کرده بودند، شریان حیاتی در زندگی مردم منطقه بود و به علت بزرگی و طول آن که از ۳ استان می‌گذشت به آن  شاه‌چایی به معنای سرور رودها یا رود بزرگ می‌گفتند.
- بعد از انقلاب اسلامی ایران کلمه شاه آن حذف و به شادچای تغییر نام یافت. در قسمتی از مسیر این رودخانه در شهرستان شهریار پلی احداث گردیده که به نام پل ولایت نامگذاری شده‌است.

## وضعیت رود
این رودخانه که تا سالیان متمادی همیشه خروشان بود و بعضی موارد در فصول پائیز و بهار طغیان هم می‌کرد در سال‌های اخیر به دلایل عدم بارش نزولات آسمانی، قرار گرفتن در معرض آسیب‌های زیست محیطی و اجتماعی، تغییر مسیر و سوءاستفاده‌های شخصی در حال خشک شدن می‌باشد.